# Dean Russell
Dean Russell (né le 8 mai 1976) est un homme politique britannique du Parti conservateur. Il est député pour Watford de 2019 à 2024.

## Jeunesse
Russell est le fils de Peter et Anne Russell, et est né à Birmingham. Il fréquente la Park Hall School à Castle Bromwich, avant d'étudier pour obtenir un BSc en physique et études commerciales et un MPhil en physique et science des matériaux à l'ancienne université polytechnique de De Montfort. Il travaille ensuite dans le marketing, d'abord chez Bluewave.
Russell se présente au Parlement à Luton North en 2015 et à Luton South en 2017, arrivant en deuxième position derrière le candidat travailliste sortant à ces deux occasions.
Il est élu pour représenter Watford en 2019, et remporte le siège avec 26 421 voix, une majorité de 4 433 voix sur le candidat travailliste Chris Ostrowski, qui obtient 21 988 voix.

## Publications
- Mouse and the Moon Made of Cheese (2013)  (ISBN 9781908786708)
- So Frog (2013)  (ISBN 9781908786685)
- So Gorilla (2013)  (ISBN 9781908786814)
- Is Daddy Home Yet? (2013)  (ISBN 9781908786784)
- How to Win: The Ultimate Professional Pitch Guide (Epifny Consulting Ltd,  (ISBN 1999602404), 2019)